# Teahupoʻo
Teahupoʻo – wieś położona w południowo-zachodniej części wyspy Tahiti, wchodzącej w skład Wysp Towarzystwa na Polinezji Francuskiej. W 2022 miejscowość zamieszkiwało 1455 osób.
Nazwa „Teahupoʻo” tłumaczona jest jako „ściana czaszek”, „złamana czaszka”.
Od lat 60. XX wieku miejscowość jest znana jako miejsce do surfingu. Fale mają zazwyczaj wysokość 2-3 metrów, jednak mogą osiągnąć 7 metrów wysokości. Pierwsze międzynarodowe zawody surfingowe odbyły się w Teahupoʻo w 1997 roku, a dwa lata później zawody Gotcha Tahiti Pro zostały włączone do World Championship Tour. Na wodach Teahupoʻo Laird Hamilton 17 sierpnia 2000 surfował na fali uważanej za najcięższą, jaką kiedykolwiek surfowano – wydarzenie to nazwano Millennium Wave. Zdjęcie z tego wydarzenia trafiło na okładkę magazynu Surfer z podpisem oh my god....
Fale występujące u wybrzeży Teahupoʻo zaliczane są do najbardziej niebezpiecznych i najtrudniejszych na świecie.
Podczas Letnich Igrzysk Olimpijskich 2024 miejscowość będzie gospodarzem zawodów surfingu. Pomysł organizacji zawodów w Teahupoʻo wzbudza kontrowersje, głównie z powodów ekologicznych. 1 grudnia 2023 barka, na której miała zostać zamontowana wieża sędziowska uderzyła w koralowce, co wywołało protesty mieszkańców i ekologów.